# Profet

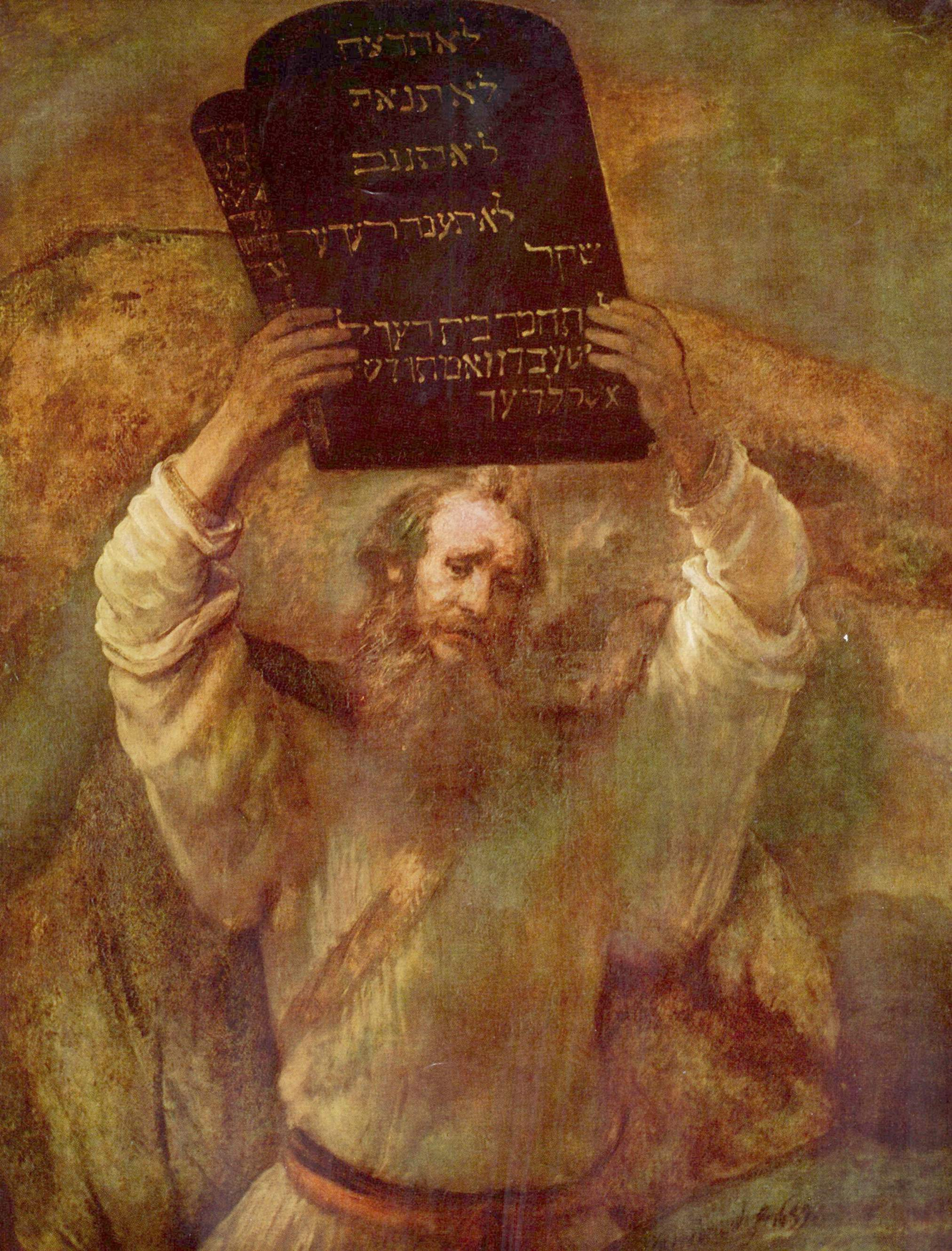
Mose.

Profet (grekiska profetes, talare, förkunnare) är en person som förutsäger eller förutspår kommande ting eller framträder som religiös förkunnare. En profetia är i regel en gudomlig uppenbarelse eller förutsägelse om vad som skall ske.
Profeter är kända från judendom, kristendom, zoroastrism och islam, men även från andra religioner.
Exempel på personer som kallats profeter är Zarathustra, Mose, Jesus, Muhammed och Buddha.

## Zarathustra

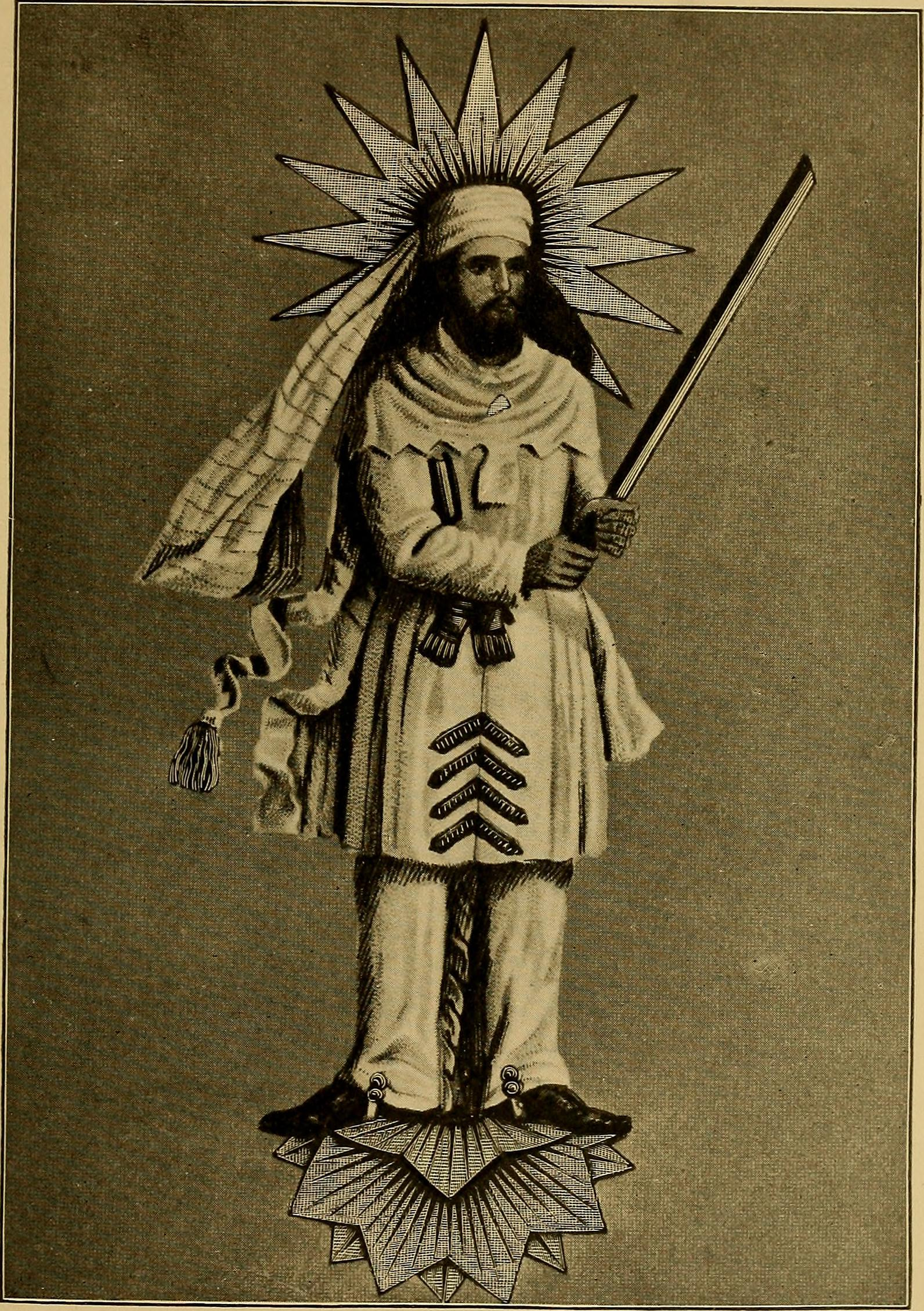
Zarathustra. Parsiskt porträtt från 1906

Zarathustra levde omkring 1500 f. Kr. i nordöstra Stor-Iran och är författare till en samling poesi, Sånger (Gatha), som består av en hyllning till Den höga visheten (Ahura Mazda).
Han har uppfattats både som profet (grundare av zoroastrismen) och som filosof av sin eftervärld. 
Zarathustra är den förste profeten bland de indoeuropeiska folken och hans Sånger är det äldsta litterära alstret på ett indoeuropeiskt språk.

## Profeter i judendomen
I judendomens heliga skrift – Tanach, som av de kristna kallas Gamla testamentet och som är första delen i kristendomens heliga skrift, förekommer många profeter. Man kan om man vill dela in profetismen i Israel i fyra historiska epoker.

### Före 1800 f.Kr. – Personliga tilltal
Under den tidigaste tiden beskrivs hur människor mottog budskap från Gud. De för dem dock sällan vidare offentligt, utan det handlar oftast om vad de skall göra själva. Till denna kategori hör Noa, som får i uppdrag att bygga en stor båt – Arken – för att rädda allt levande från en stor översvämning (Första Mosebok 6–9); och Abraham (patriark), som får kallelsen att flytta från staden Ur i nuvarande Irak till Israels land, för att där bli stamfar åt Israels folk (Första Mosebok 12–25:11).

### 1500–1400-tal f.Kr. – Mose
Som den allra störste räknas Mose, som är så stor, att han sällan omtalas som en profet. Det står att Gud talade med honom "ansikte mot ansikte" (Andra Mosebok Mos 33:11). Likafullt är han en profet. Han säger att det efter honom skall komma en profet, som är honom lik (Femte Mosebok 18:15). Han gav Israels folk undervisning (Torah) om Gud och om hur Gud ville att de skulle leva. Det beskrivs också hur mäktiga under skedde under hans verksamhet och hur Israels folk befriades ur Egypten. Även Moses syster Mirjam beskrivs som profet (Andra Mosebok 15:20). Mose undervisning och verksamhet beskrivs i Andra Mosebok – Femte Mosebok. Mose levde sannolikt på 1500–1400-talet före Kristus.

### 1100–800-tal f.Kr. – Delvis extatisk profetism

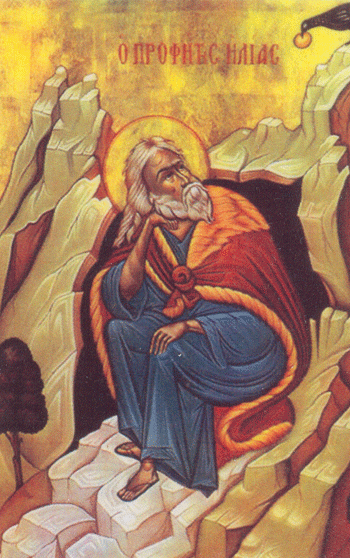
Profeten Elia får mat av korparna vid bäcken Kerit.

Under den kommande perioden uppträdde profeter vars budskap ofta är mer kortfattade. Det handlar ofta om att de griper in i särskilda situationer. Många profeter profeterade under extas och särskilda profetskolor med profetlärjungar förekom. Elia och Elisha gjorde även under.
Mot slutet av 1100-talet f.Kr. uppträdde Samuel. Han inrättade kungaämbetet i Israel och tillsatte först Saul och sedan David som kungar. Hans verksamhet beskrivs i Första Samuelsboken. Under kung Davids tid verkade även profeten Natan, som förde allvarsamma samtal med kungen (Andra Samuelsboken 7:1–16; 12:1–14).
Näst efter Mose räknar judendomen Elia som den störste profeten. Hans verksamhet omtalas i Första Kungaboken 17 – Andra Kungaboken 218. Elias stora uppgift var att föra folket tillbaka till tron på den ende Guden – Herren, sedan de även börjat tillbe Baal, en kanaaneisk fruktbarhetsgud. En av Elias lärjungar – Elisha eller Elisa – tog upp hans fallna mantel (därav detta uttryck) och verkade i hans anda (Första Kungaboken 19:19 – Andra Kungaboken 13:21). Elia och Elisha levde på 800-talet f.Kr. Enligt profeten Malaki (4:5) skall Elia i ändens tid komma tillbaka.

### 700–400-tal f.Kr. – Skriftprofeter
Från 700-talet f.Kr. uppträdde återigen profeter med mer utförliga budskap och de extatiska dragen klingade bort. Budskapet var även nu att man måste överge alla andra gudar, för att enbart tillbe Herren. Även det sociala inslaget i förkunnelsen blev viktigt. Om folket inte bättrade sig, skulle nationen gå under. Så skedde också i och med den Babyloniska fångenskapen.
De tre största skriftprofeterna är Jesaja (700-talet f.Kr.), Jeremia och Hesekiel (båda 500-talet f.Kr.). Välkända är också Daniel, som fick tillbringa en natt i lejongropen (500-talet f.Kr.); och Jona som fick tillbringa tre dygn i en stor fisk.
Även kvinnliga profeter förekom, till exempel Debora (Domarboken 4–5) och Hulda (Andra Kungaboken 22:14).
Sedan 400-talet f.Kr. har profetism varit sällsynt inom judendomen.
| Skriftprofeterna i Gamla testamentet (Tanach har en delvis annan indelning.) |                          |          |                        |
| Jesaja                                                                       | Jeremia med Klagovisorna | Hesekiel | Daniel                 |
| Tolvprofetboken:                                                             |                          |          |                        |
| Hosea                                                                        | Joel                     | Amos     | Obadja med Obadjas bok |
| Jona                                                                         | Mika                     | Nahum    | Habackuk               |
| Sefanja                                                                      | Haggai                   | Sakarja  | Malaki                 |

## Profeter i kristendomen

### Gamla testamentets profeter i kristen tro
Jesus ansåg sig vara uppfyllelsen av Gamla testamentets profetior (Lukasevangeliet 24:27). Denna uppfattning tog apostlarna till sig och den spelade en stor roll för förståelsen av vem Jesus är och vad han gjort.

### 30–33 e.Kr. –Evangelierna

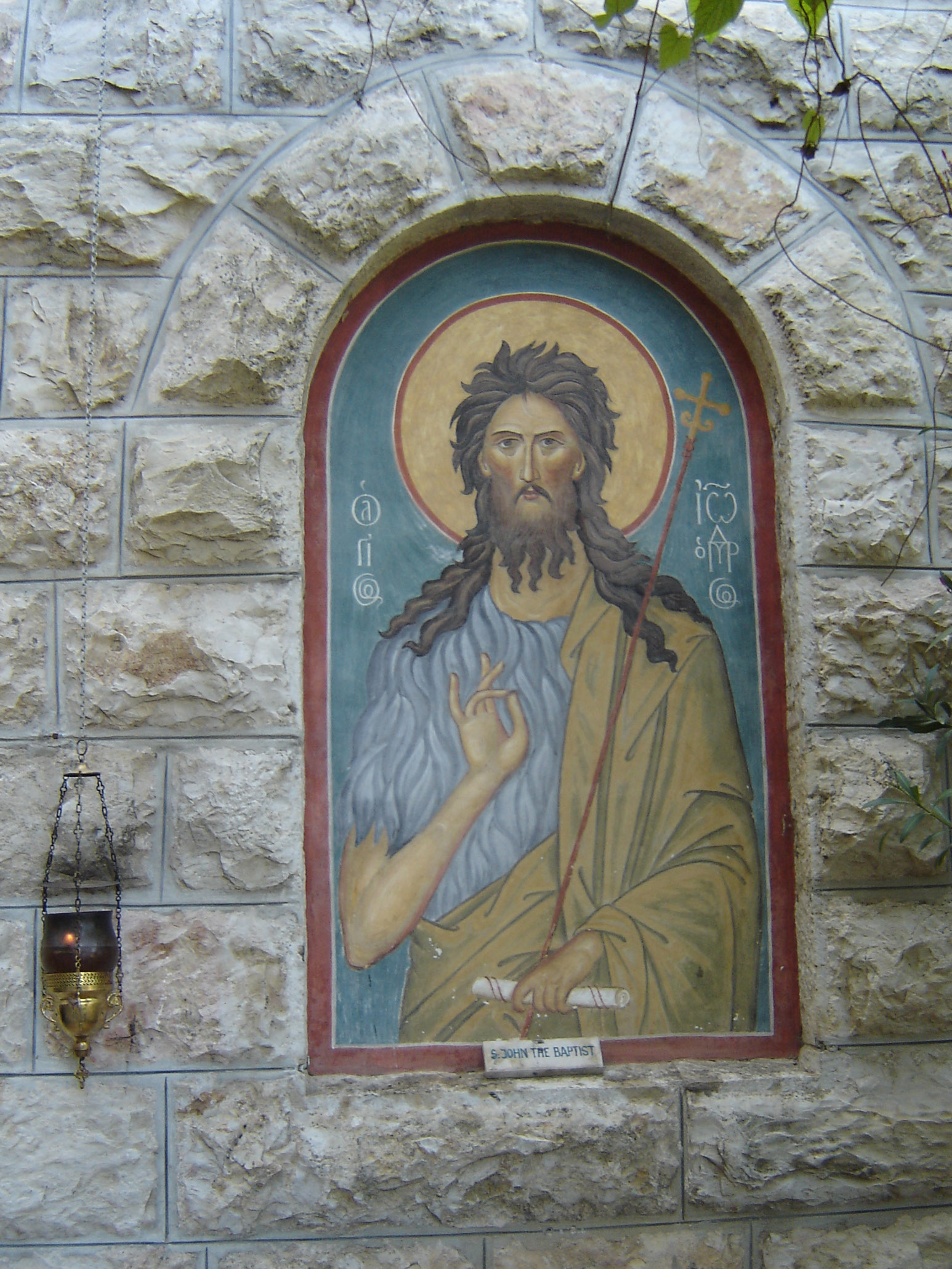
Johannes Döparen.

Jesus är inte en profet, han är Guds son, den andra personen i Treenigheten, som blivit människa. Jesus har enligt kristen tro alla de tre gammaltestamentliga ämbetena – konung, präst och profet. Som profet förkunnade han ord från Gud och gjorde under. Som präst offrade han sig själv på korset. Som frälsare skall Jesus i tidens ände återkomma. Han skall då fördriva ondska och orättfärdighet i vad Bibeln kallar tusenårsriket.
Före Jesus gick Johannes döparen. Han förkunnade omvändelse och döpte dem som ville börja ett nytt liv. Han pekade på Jesus och sade att han är Guds lamm, som tar bort världens synder (Johannesevangeliet 1:29). Jesus säger om Johannes, att han var Elia som skulle komma (Markus evangelium 9:13). Johannes döparen skulle gå före Jesus med "Elias ande och kraft" (Lukasevangeliet 1:17), precis som Elisha.

### 33–90 e.Kr. –Apostolisk tid
Under tiden efter Jesu himmelsfärd var det framför allt apostlarna som mottog och förmedlade budskap från Gud genom den Helige Ande. Inte heller apostlarna brukar dock omtalas som profeter. De är mer än profeter – apostlar. Jesus hade sagt, att den Helige Ande skulle leda apostlarna fram till hela sanningen (Johannesevangeliet 16:12–13). Deras undervisning har vi i Nya testamentet. Det är apostlar som skrivit breven i Nya testamentet, och Evangelierna och Apostlagärningarna innehåller deras hågkomster. De viktigaste apostlarna är Petrus, Jakob, Johannes och Paulus.
Nya Testamentet omtalar dock även andra profeter. En Agabos förutsade en hungersnöd som också kom (Apostlagärningarna 11:28; 21:10–11). Det fanns också en evangelist som hette Filippos, som hade fyra döttrar med profetisk gåva (Apostlagärningarna 21:8–9).
Vid den Helige Andes utgjutande på den första Pingstdagen, kom den Helige Ande nära alla de troende. Aposteln Paulus beskriver hur profetians gåva är något som vilken kristen som helst kan få. Det är till och med något han uppmuntrar oss att söka. Han räknar upp flera naturliga och övernaturliga förmågor som den Helige Ande kan ge, vilka han kallar nådegåvor eller karismatiska gåvor. Profetians gåva är en av dem (Första Korinthierbrevet 12–14).

### Efterapostolisk tid
Under efterapostolisk tid avtog sakta de karismatiska gåvorna, utan att dock helt upphöra. Under 100-talet uppstod en rörelse som kallas montanismen efter dess ledare Montanus. Ledande ställning hade två kvinnliga profeter vid namn Prisca och Maximilla. Denna rörelse fördömdes dock så småningom av kyrkan, varvid också de karismatiska gåvorna blev mer ifrågasatta.
Olika personer har dock i kyrkans historia tillerkänts profetisk inspiration. En av dem är den heliga Birgitta (Sverige, 1300-tal).
I protestantisk kristendom har det förekommit tänkare som förnekat att Andens gåvor skulle kunna ges i efterapostolisk tid. Denna uppfattning kallas dispensationalism.
I 1900-talets början startade pingstväckelsen genom en förnyad utgjutelse av den Helige Ande och en nyupptäckt av Andens gåvor. Pingstväckelsen är församlingsgrundande och avskildes från andra samfund. Den från 1970-talet framväxande karismatiska väckelsen är däremot samfundsövergripande och finns idag i många kyrkor. Dessa två rörelser är idag två mycket starkt växande rörelser internationellt.
Exempel på en person som idag säger sig få profetiska budskap, som liknar den heliga Birgittas, är Vassula Rydén.

## Profeter i islam
Inom islam är Muhammed den siste profeten och när man talar om profeten är det honom man syftar på. Han levde på 600-talet på den Arabiska halvön. Genom uppenbarelser för Muhammed från Gud kunde Koranen skrivas ner.
Islam räknar med ett stort antal profeter som är gemensamma med judendom och/eller kristendom. Eftersom Koranen har egna versioner av berättelserna om dem, kan den muslimska uppfattningen om dessa profeter på vissa punkter skilja sig från den judiska och kristna.

## Profeter i andra religioner
- Mani (manikeism)
- Marcus Garvey (rastafari)